# کازیمووین
| پرمین                                                       | سیسورالین  | آسلین     | → پس از آن  |
| کربنیفر                                                     | پنسیلوانین | گژلین     | ۲۹۸٫۹–۳۰۳٫۷ |
| کربنیفر                                                     | پنسیلوانین | کازیمووین | ۳۰۳٫۷–۳۰۷٫۰ |
| کربنیفر                                                     | پنسیلوانین | مسکوین    | ۳۰۷٫۰–۳۱۵٫۲ |
| کربنیفر                                                     | پنسیلوانین | باشکیرین  | ۳۱۵٫۲–۳۲۳٫۲ |
| کربنیفر                                                     | میسیسیپین  | سرپوخووین | ۳۲۳٫۲–۳۳۰٫۹ |
| کربنیفر                                                     | میسیسیپین  | ویزین     | ۳۳۰٫۹–۳۴۶٫۷ |
| کربنیفر                                                     | میسیسیپین  | تورنزین   | ۳۴۶٫۷–۳۵۸٫۹ |
| دوونین                                                      | پسین       | فامنین    | → پیش از آن |
| بخش‌بندی‌های دوره کربنیفر بر پایه کمیسیون بین‌المللی چینه‌شناسی |            |           |             |

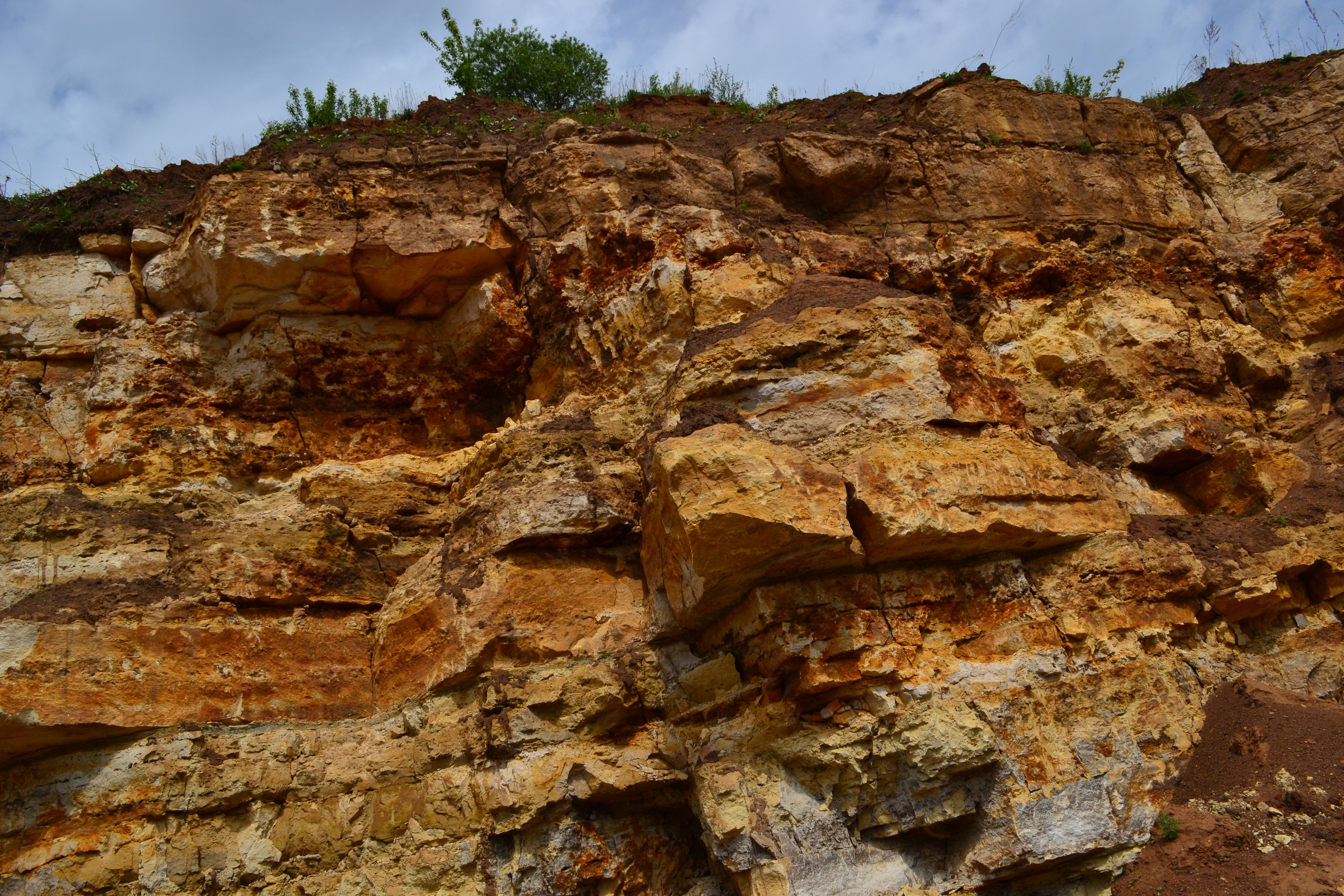
چینه‌های رسوبی متعلق به دوره کازیمووین

کازیمووین (انگلیسی: Kasimovian) در مقیاس زمانی زمین‌شناسی کمیسیون بین‌المللی چینه‌شناسی سومین اشکوب یا عصر از ردیف پنسیلوانین است که جدیدترین زیرسامانه از دوره کربنیفر به‌شمار می‌رود. کازیمووین در ستون چینه‌شناسی پس از اشکوب مسکوین و پیش از گژلین جای می‌گیرد. اشکوب کازیمووین از حدود ۳۰۷ میلیون سال پیش آغاز شده و تا ۳۰۳٫۷ میلیون سال پیش ادامه یافت.

## نام‌گذاری
نام این اشکوب از شهر کاسیموف در کشور روسیه گرفته شده است.